# Gaurotes virgineus
Espèce
Gaurotes virgineus (ou Gaurotes virginea) est une espèce d'insectes coléoptères de la famille Cérambycidés, de la sous-famille des Lepturinés.

## Listes des espèces

### Espèce rencontrée enEurope
Selon Fauna Europaea, une seule espèce du genre Gaurotes existe en Europe (du sous-genre Carilia) :
- Gaurotes (Carilia) virgineus (Linnaeus, 1758)

### Autres espèces
Selon ITIS : 
- Gaurotes cyanipennis (Say, 1824)
- Gaurotes thoracica (Haldeman, 1847)